# Kumgarben
Kumgarben war ein Ort im Kreis Heiligenbeil in Ostpreußen. Seine Ortsstelle liegt heute im Munizipalkreis Rajon Bagrationowsk (Stadtkreis Preußisch Eylau) in der Oblast Kaliningrad (Gebiet Königsberg (Preußen)) der Russischen Föderation.

## Geographische Lage
Die Ortsstelle Kumgarbens liegt im südlichen Westen der Oblast Kaliningrad, 18 Kilometer nordöstlich der früheren Kreisstadt Heiligenbeil (russisch Mamonowo) bzw. 29 Kilometer nordwestlich der heutigen Rajonshauptstadt Bagrationowsk (deutsch Preußisch Eylau).

## Geschichte
Als Kumgorbe 1339 erstmals urkundlich erwähnt wurde der aus ein paar kleinen Höfen und Gehöften bestehende Ort nach 1339 Comegarben, nach 1380 Komegarbe, nach 1400 Cumgalle, um 1785 Cumgarben und nach 1871 Kumgarben genannt. Als Landgemeinde kommt Kumgarben 1874 zum Amtsbezirk Wesselshöfen (russisch Puschkino) im ostpreußischen Kreis Heiligenbeil.
Noch vor 1883 wurde der Nachbargutsbezirk Diedersdorf (russisch Jasnaja Poljana) nach Kumgarben eingemeindet. 35 Einwohner wurden im Jahre 1910 in Kumgarben registriert. Ihre Zahl belief sich 1933 auf 86 und 1939 auf 95.
Im Jahre 1945 kam Kumgarben in Kriegsfolge mit dem gesamten nördlichen Ostpreußen zur Sowjetunion. Bald aber verliert sich seine Spur, ein russischer Name wurde nicht genannt, auch nicht eine etwaige Zugehörigkeit zu einem Dorfsowjet. Der Ort verwaiste und gilt heute als untergegangen. Seine Ortsstelle gehört zum Rajon Bagrationowsk (Stadtkreis Preußisch Eylau) in der russischen Oblast Kaliningrad (Gebiet Königsberg (Preußen)).

## Religion
Bis 1945 war Kumgarben mit seiner überwiegend evangelischen Einwohnerschaft in die Kirche Zinten (russisch Kornewo) in der Kirchenprovinz Ostpreußen der Kirche der Altpreußischen Union eingepfarrt.

## Verkehr
Die kaum noch erkennbare Ortsstelle Kumgarben liegt westlich der Kommunalstraße 27K-157, die von Pogranitschny (Hermsdorf) nach Pjatidoroschnoje (Bladiau) führt und ist über den Abzweig der einstigen Ortschaft Schönrade zu erreichen.